# Teseo Tesei
Major Teseo Tesei (3 de janeiro de 1909, em Elba – 26 de julho de 1941 em Malta) foi um oficial da marinha italiana, que inventou o torpedo humano (chamado de Maiale, italiano para "porco"), usado pelo Regia Marina durante a II Guerra Mundial.

## Vida
Teseo Tesei nasceu em Marina de Campo, Elba em 1909, filho de Ulisse Tesey e Rosa Carassale. Depois de frequentar o Colégio degli Scolopi em Florença, ele entrou para a Academia Naval de Livorno em 1931, onde distinguiu-se por sua perseverança e inventividade. Ele foi comissionado como tenente e formou-se na escola de engenharia naval em Nápoles, em 1933. Ele posteriormente teve vários postos tanto em navios de superfície como em submarinos. Ele foi voluntário na Guerra Civil Espanhola, com a patente de capitão.
Em 1929, Tesei teve a ideia do torpedo tripulado a partir do dispositivo italiano usado para afundar o encouraçado austríaco Viribus Unitis durante a I Guerra Mundial, entrando em serviço com a Regia Marina, sendo mais tarde foi chamado a Maiale.
- Em 1931: Ele entrou na Academia Naval de Livorno, onde ele mostrou sua capacidade inventiva. Juntamente com Elios Toschi ele projetou um torpedo humano chamado Siluro a lenta corsa (SLC), apelidado de Maiale (italiano para "porco", porque ele provou-se difícil de pilotar).
- 1936: Ele melhorou o desempenho de ataque da sua criação, o "Maiale", usando um avançado sistema (que ele inventou) para respirar sob a água por duas horas. A SLC foi amplamente utilizada na II Guerra Mundial pela Marinha italiana e obteve até o naufrágio  de dois encouraçados britânicos em Alexandria. Os britânicos desenvolveram um outro tipo de torpedo tripulado, chamado de um "Chariot", a partir de um de seus "Maiali" capturados.
- 1938: Ele foi um dos oficiais com o Príncipe Valerio Borghese, que organizarm a Decima Flottiglia MAS.
- 21 de agosto de 1940: Tesei foi o único sobrevivente quando o submarino italiano Iride foi afundado.
- 26 de julho de 1941: Tesei morreu tripulando um torpedo enquanto atava Malta (ver Decima Flottiglia MAS#1941). Teseo Tesei foi postumamente premiado com a Medalha de Ouro de Honra Militar italiana por esta ação militar.

O grupo italiano de mergulhadores COMSUBIN (Comando Raggruppamento Subacquei ed Incursori Teseo Tesei) é nomeado após ele.